# Château d'Eulenbroich
Le château d'Eulenbroich est situé à Rösrath, une ville proche de Cologne dans le land de Rhénanie-du-Nord-Westphalie, Allemagne. Les Rösrathiens parlent de « salon de Rösrath ».

## Architecture

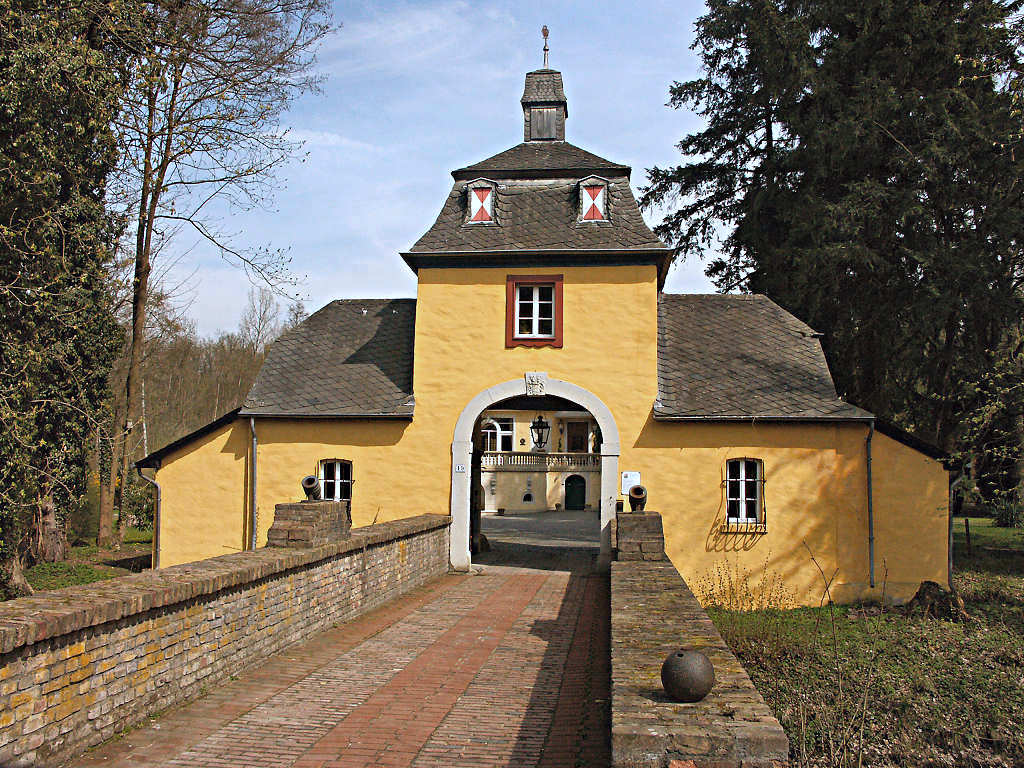
Porche du château d'Eulenbroich

La défense avancée, le porche actuel du château d'Eulenbroich, a été reconstruite au XVIIIe siècle. Un pont de briques franchit le fossé, alimenté par les eaux de la Sülz. Le pont, le porche et le château qui se cache derrière sont parfaitement alignés.
Les vantaux de bois de la porte du porche sont, comme il est d'usage dans le pays de Berg, de couleur verte („bergisch grün“). La clé de voûte du porche porte les armes de Johann Werner seigneur de Francken, qui le fit construire. Le porche est devenu le symbole de la ville de Rösrath et inspire le logo qui orne le papier à lettres et le site internet de la ville.

## Utilisation

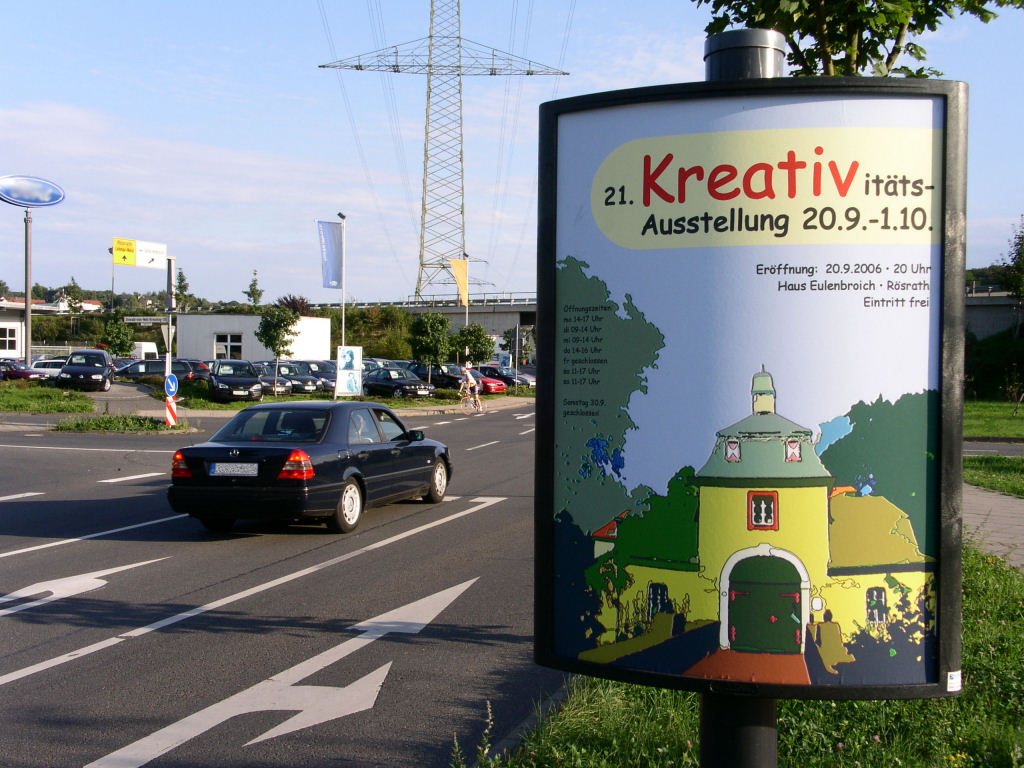
Affiche avec le porche

Dans l'ancienne résidence seigneuriale, on célèbre aujourd'hui des mariages qui sont ensuite fêtés au château. Des expositions, des représentations théâtrales ou des discussions littéraires y sont organisées. Le château est administré par une association culturelle qui prend en charge la gestion des manifestations et l'entretien des bâtiments.
Le château abrite l'école de musique de Rösrath-Overath, mais aussi une école de magie. L'association d'histoire locale a son siège sous le porche qui est volontiers repris comme motif sur les affiches et les publications.
La cour intérieure du château héberge deux fois par an une bourse de troc de plantes. Au milieu des années 1990, le jardinier de la télévision, Elmar Mai, voulait tourner un sujet sur le troc de plantes (de particulier à particulier sans échange d'argent). Comme cela n'existait pas, il en a organisé un lui-même pour la première fois, justement à Rösrath. Depuis les « mains vertes » peuvent échanger lors de ces bourses de troc de plantes tout ce qui a des racines et des feuilles. Il est seulement exclu de payer en argent.